# RS-440
Pour les articles homonymes, voir Route 440.
La RS-440 est une route locale de l'État du Rio Grande do Sul située dans la mésorégion métropolitaine de Porto Alegre, dans la municipalité de Triunfo. Elle relie la BR-386 à la BR-470, et est longue de 9 km.